# Easter Greenock Castle
Easter Greenock Castle ist eine abgegangene Burg unbekannter Bauart in der Nähe der Siedlung Greenock in der schottischen Council Area Inverclyde.

## Geschichte
Die irgendwann Mitte des 16. Jahrhunderts errichtete Burg bildete den Mittelpunkt der Ländereien und Anwesen der Baronie Cartsburn und Easter Greenock. Diese gehörte den Crawfords von Kilbirnie in Ayrshire, die sie in der Regierungszeit von Maria Stuart erworben hatten. Cartsburn erstreckt sich von Bach Carts Burn im Westen entlang dem Clyde bis zu dem Punkt, an dem die Grenze ihn an der Old Clyde Forge (dt.: Schmiede) verlässt. Die Ländereien von Cartsburn gehörten ursprünglich zur Baronie Kilbirnie und wurden dann Eigentum eines jüngeren Bruders dieser Familie, dessen Nachkommenschaft in der Person des David Crawford aus Cartsburn in der Regierungszeit König Karls I. von England endete.
Mitte des 17. Jahrhunderts gehörten die Ländereien von Cartsburn und Cartsdyke John Crawford aus Kilbirnie, der wegen seiner Dienste an der Krone in den ersten Jahren der Kriege der Drei Königreiche (1638–1651) von König Karl I. zum Baronet erhoben wurde. Er starb 1662 und hinterließ zwei Töchter aus zweiter Ehe mit seiner Gattin Magdalen, Tochter von Lord Carnegie; sie hießen Anne und Margaret. Anne heiratete Sir Archibald Stewart aus Blackhall, 1. Baronet, während Margaret die Gattin von Patrick Lindsay, dem zweiten Sohn des Earl of Crawford, wurde. Die Ländereien wurden Margaret und ihren männlichen Erben zugesprochen, die den Namen Crawfurd und deren Familienwappen annehmen mussten.
Eine Bestätigungs-Charta vom 29. Juni 1663 für Margaret Crawford für die Ländereien und die Baronie von Kilbirnie (von ihrem Vater, Sir John Crawford aus Kilbirnie, 1662) enthielt das 40-Shilling-Land von der alten Ausdehnung von Cartsburn mit Gebäuden und Fischgründen, sowie den freien Zugang zu Moor und Marsch von Greenock mit dem Mühlenland von Greenock in der gleichnamigen Baronie. Laut diesem Dokument konnten Margaret und ihre Erben über das Land von Easter Greenock und Cartsburn frei verfügen und es auch verkaufen. 1669 verkaufte Margaret Crawford, die damals schon Lady Kilbirnie war, mit dem Einverständnis ihres Gatten die Ländereien von Easter Greenock an Sir John Schaw aus Wester Greenock, der 1670 eine Charta der Krone erhielt, die eine Klausel enthielt, die aussagte, dass Easter und Wester Greenock in einer einzigen Baronie zu vereinen seien, später Burgh of the Barony of Greenock genannt. Aber die Festlegung sicherte die Rechte an Cartsburn, die Lady Kilbirnie später an ihren Vetter, Thomas Crawford aus Cartsburn, zweiter Sohn von Cornelius Crawford aus Jordanhill, später der 1. Baron, weitergab. Die Erlasse des 40-Shilling-Landes von Cartsburn, datier zwischen 1628 und 1656, das von Margaret Crawford, Lady Kilbirnie, und ihrem Gatten Patrick Lindsay 1678 an Thomas Crawford verkauft wurde, sind heute noch vorhanden und können im schottischen Nationalarchiv in Edinburgh eingesehen werden. Der Name „Cartsdyke“ könnte von „Crawford’s Dyke“ abgeleitet sein, der nach John Crawford aus Easter Greenock benannt sein, der Mitte des 16. Jahrhunderts eine Kaimauer oder einen Deich in Greenock errichten ließ.
Cartsburn wurde zur Baronie erhoben, die Siedlung mit dem Privileg eines wöchentlichen Marktes und verschiedener Messen ausgestattet und dies von König Karl II. von England Thomas Crawford of Cartsburn, 1. Baron of Cartsburn, in einer Charta vom 16. Juli 1669 bestätigt. Südlich des Crawfordsdyke liegt das House of Cartsburn, der Hauptsitz der Baronie und Sitz der Crawfords von Cartsburn. Die erste urkundliche Erwähnung der Baronie Cartsburn findet sich in Hamilton of Wishaws „Accompt of the Sheriffdom of Renfrew“, veröffentlicht 1710. Er schrieb:

„Die Stadt ist hauptsächlich an Kaufleute, Seefahrer oder Schauerleute vergeben, die dort sehr gute Häuser gebaut haben, und es ist ein sehr wohlgeratener Ort“.

Das Scots Magazine berichtete 1809, dass „der Turm (...) umgefallen sei und im Laufe einige Jahre wohl der Pflug über die Überreste gehen würde“. Aber nicht die landwirtschaftliche Vergangenheit, sondern die industrielle Revolution setzte schließlich der Burg ein Ende: Die Ruinen standen der Eisenbahn im Weg und wurden in den 1830er-Jahren beseitigt. An die Lage der Burg erinnert heute die Castle Road, heute die einzige Erinnerung an das Easter Greenock Castle.